# Christopher Martenson
Christopher Martenson, PhD, es un científico estadounidense de formación y analista económico de carrera profesional. Dentro de su carrera científica he realizado investigación en el campo de la bioquímica, neurotoxicología, farmacología aplicada y técnicas in vitro. Obtuvo su doctorado en neurotoxicología en la Universidad de Duke en 1994 con la presentación y defensa de la tesis Neurotoxicidad de la acrilamida: efecto en el crecimiento de los conos neuronales y velocidad en el transporte axonal (Originalmente y según aparece en las publicaciones Acrylamide neurotoxicity: effect on neuronal growth cones and axonal fast transport), y completó un programa postdoctoral en la Universidad entre 1995 y 1997 especializándose en transducción y transporte de la señal neuronal. Martenson obtuvo un MBA en la Universidad de Cornell en 1998 and is miembro del Post Carbon Institute.

## Carrera
Fue consultor en Desarrollo de Negocios y Estrategias de Pfizer, Inc. Más adelante se convirtió en el vicepresidente de la empresa, y aún después - Vicepresidente de la Corporación Internacional de Aplicaciones en la Ciencia División de las Ciencias de la Vida, puesto que ocupó hasta julio de 2005.
En los últimos años Martenson ha salido de los campos de la biología y la dirección de empresas para desarrollarun sistema educativo sobre economía en video titulado The Crash Course publicado originalmente en octubre de 2008 que basado en conceptos neo-malthusianos trata de acercar conceptos de economía avanzada a personas no formadas en la materia. El curso investiga las formas en que la economía, el medio ambiente y la energía están relacionados e interactúan.[cita requerida]

## Publicaciones
1. Axonal transport: beyond kinesin and cytoplasmic dynein, Current opinion in neurobiology, 1991–Oct, vol. 1 (issue 3): pp. 393–398
2. Fast axonal transport is required for growth cone advance, Nature, 366, 66–69 (4 November 1993)
3. Acrylamide neurotoxicity: effect on neuronal growth cones and axonal fast transport, a Duke University thesis, Ph.D. M377A 1994 LSC.
4. In Vitro Acrylamide exposure alters growth cone morphology, Toxicology and Applied Pharmacology, Volume 131, Issue 1, March 1995, pp. 119–129
5. The effect of acrylamide and other sulfhydryl alkylators on the ability of Dynein and Kinesin to translocate microtubules in Vitro, Toxicology and Applied Pharmacology, Volume 133, Issue 1, July 1995, pp. 73–81
6. Calmodulin dynamics within intact hippocampal cells, Duke University, 1F32NS010263-01 (1996)
7. Inhibition of Lyn function in mast cell activation by SH3 domain binding peptides, Biochemistry, 1997, 36 (31), pp. 9388–9394
8. Internal trafficking and surface mobility of a functionally intact beta 2-adrenergic receptor – green fluorescent protein conjugate, Molecular Pharmacology, 51:177–184 (1997)
9. Cornell equity research of ArQule, Inc., Cornell University, 17 November 1997